# Операция Bodyguard
Бодигард (англ. Bodyguard) — операция по дезинформации командования вооруженных сил нацистской Германии, предпринятая с целью создания благоприятных условий для реализации войсками союзников высадки в Нормандии во время Второй мировой войны.
План операции по дезинформации разрабатывался группой офицеров британского Имперского генерального штаба, входивших в состав секретного подразделения «Лондонская контролирующая секция» (London Controlling Section — LCS). В ходе реализации «Бодигард» предусматривалось проведение около 35 операций дезинформации различного уровня и назначения.
Операция «Бодигард» осуществлялась по трём основным направлениям:
- распространение ложных сведений о времени и месте наступления войск союзников;
- создание в районах Британских островов ложных признаков сосредоточения воинских частей и военной техники;
- взаимодействие с Генеральным штабом Красной Армии в вопросах дезинформации противника